# Carbon Based Lifeforms
Pour les articles homonymes, voir CBL.
Carbon Based Lifeforms (souvent abrégé CBL) est un groupe suédois de musique électronique originaire de Göteborg, formé en 1996 par Johannes Hedberg et Daniel Segerstad. 
Carbon Based Lifeforms a publié plusieurs albums dans les genres de l'ambient, du psybient, du downtempo et du chill-out.

## Histoire

### Jeunesse et premiers groupes
Johannes Hedberg et Daniel Segerstad (né Ringström, nommé aussi Vadestrid) naissent tous les deux en 1976. Enfant, Johannes Hedberg  rêve d'être inventeur, tandis que Daniel Segerstad rêve d'être musicien.
Ils font connaissance en 1991, à l'âge de quinze ans, et commencent à faire de la musique avec un autre ami, Mikael Lindqvist, sur Amiga avec un logiciel de séquençage audio nommé Fasttrackers. En 1994, ils basculent sur le logiciel PC Fasttracker II. Tous les trois forment un premier groupe nommé Bassment Studios, publiant des morceaux en ligne sur des BBS, en particulier sur Musical Storehouse. En 1995, sous l'impulsion de Lindqvist, les musiciens commencent à utiliser le MIDI puis utilisent le nom de Notch à partir de 1996 pour produire de la house music, acid et techno, déménageant leur équipement chez l'un ou l'autre tous les trois mois. 
À cette époque, les musiciens découvrent l'album ambient Orgship de Solar Quest (sorti en 1994) et tombent sous le charme de ce genre de musique. Après avoir écrit un album intitulé Algorhythms, Notch se détourne de la house music et puise dans l'inspiration de Orgship pour réaliser l'album The Path, qu'il publie en janvier 1998 sur un nombre limité de CD-R. L'album est réédité l'année suivante, sous la forme d'un double album intitulé The Phat 000001 / The Phat 000002 avec une liste de morceaux légèrement différente et sous le nom de groupe « CBL » .

### Premiers albums de Carbon Based Lifeforms
En plus de leur travail avec Notch, Johannes Hedberg et Daniel Segerstad décident de se focaliser sur le genre ambient. En 1996, ils nomment leur projet musical Carbon Based Lifeforms (littéralement « Formes de vie basées sur du carbone ») nom inspiré à la fois par le son « organique » de leurs premiers morceaux et par le titre d'un album de The Future Sound of London, groupe dont ils sont fans. Outre Solar Quest et Future Sound of London, Johannes Hedberg et Daniel Segerstad citent comme influences Ralph Lundsten, Bo Hansson, Kraftwerk, M83, Boards of Canada.
Au début projet parallèle à Notch, Carbon Based Lifeforms devient progressivement le projet principal de Johannes Hedberg et Daniel Segerstad, tandis que Mikael Lindqvist s'implique dans d'autres projets tels que Oxygenial en solo ou Digidroid avec Johannes Hedberg.
Les premiers morceaux de Carbon Based Lifeforms sont publiés en 1998 sur MP3.com mais aussi sur un CD promotionnel intitulé 103 best songs you never heard on mp3.com qui accroît leurs ventes et leurs téléchargements. En 1999, ils s'associent avec Magnus Birgersson (Solar Fields) pour écrire la musique de Fusion, spectacle du danseur suédois Olof Persson.
En 2002, Johannes Hedberg et Daniel Segerstad signent avec le label français Ultimae Records, avec lequel ils publient des morceaux dans plusieurs compilations ambient de la série Project Fahrenheit. 
Le premier album publié sous le nom de Carbon Based Lifeforms, Hydroponic Garden, sort en 2003 chez Ultimae records et rassemble des idées musicales des dix années précédentes du duo. 
En 2004-2005, Carbon Based Lifeforms travaille sur son second album, World of Sleepers, et laisse de côté quelques morceaux qui ne sont pas dans la veine du groupe. La maison de disques propose à Daniel Segerstad de les publier dans le cadre d'un projet solo que Segerstad baptise Sync24, choisissant le nom d'après un ancien protocole commandant le synthétiseur Roland TB-303, que le groupe utilise souvent.
En 2008, l'album The Path de Notch/CBL est réédité, mais cette fois-ci en tant qu'album de Carbon Based Lifeforms. Il n'est cependant pas pris en compte dans la discographie par le groupe lorsqu'il s'agit de compter leurs albums.
Pour son troisième album, Carbon Based Lifeforms projette initialement de faire un album de drone. Lors du travail de composition, les morceaux évoluent, de la batterie et des voix sont ajoutées et l'album devient plus mélodique[source insuffisante]. Interloper sort en 2010, et le groupe capte une attention croissante à partir de cette sortie. 
En 2011, Carbon Based Lifeforms aboutit à un album de drone en sortant Twentythree en même temps que l'EP VLA , qui développe un des morceaux de Twentythree sur une seule piste d'une heure.
Depuis les années 2010, le groupe multiplie les apparitions lors d’événements en live ou de concerts en Suède et dans le reste de l'Europe.
En 2013, Carbon Based Lifeforms compose la bande originale du film Refuge d'Andrew Robertson et Lilly Kanso, sorti sur les écrans le 22 mars 2013,. L'album Refuge sort le 3 janvier 2014.

### Leftfield Records
À partir de 2015, le duo sort ses albums sous son propre label Leftfield Records, et réédite ses quatre premiers albums en version remastérisée.  Il publie également avec Blood Music ses albums sous forme de CD et de vinyles, abandonnant sa collaboration avec Ultimae Records.
En février 2015, Johannes Hedberg et Daniel Segerstad commencent à travailler sur le cinquième album studio de Carbon Based Lifeforms.
En 2016, le groupe sort la compilation Alt:01, dans lequel ils rassemblent des morceaux remastérisés et des versions en concert de morceaux précédemment publiés sur des compilations collectives. Un peu plus tard, le groupe sort deux EP : MOS 6581 Remixes et Photosynthesis remixes.
En octobre 2017, Carbon Based Lifeforms sort son premier album studio en six ans, Derelicts, qui se classe 12e dans le classement des albums de musique électronique/dance. La même année, le duo annonce un partenariat avec le studio de développeurs indépendant House of How pour le jeu Spartaga, dont Carbon Based Lifeforms crée la bande son.
En 2018, Daniel Segerstad indique que Carbon Based Lifeforms rassemble des idées pour un nouvel album, qui sortirait en 2020. En mars 2020, le groupe sort la compilation Alt:02, et indique toujours être en train de travailler sur son sixième album. Stochastic sort finalement le 1er septembre 2021.
Le septième album du groupe, Seeker, sort en 2023.
Le duo travaille également avec Solar Fields sous le nom de T.S.R. Daniel Segerstad est également impliqué dans son propre projet musical, Sync24. Johannes Hedberg a également des projets solos en dehors de Carbon Based Lifeforms, notamment Digidroid, mais dans une veine musicale très différente.
Dans le processus créatif, Johannes Hedberg crée des sonorités et des harmonies tandis que Daniel Segerstad développe les rythmes et transforme les idées en morceaux. Daniel Segerstad est musicien à temps complet mais fait également de la programmation multimédia en free lance sur Javascript afin d'avoir suffisamment de revenus pour sa famille.

## Discographie

### Albums studios
- The Path (1996), publié initialement en tant qu'album de Notch puis de « CBL » , réédité en 2008 en tant qu'album de Carbon Based Lifeforms
- Hydroponic Garden (2003), premier album publié en tant qu'album de Carbon Based Lifeforms
- World of Sleepers (2006)
- Interloper (2010)
- Twentythree (2011)
- Derelicts (2017)
- Stochastic (2021)
- Seeker (2023)

### Compilations
- Alt:01 (2016)
- Alt:02 (2020)

### EP
- Irdial (2008)
- VLA (2011)
- MOS 6581 Remixes (2016)
- Photosynthesis Remixes (2016)
- 20 Minutes (2021)

### Autres

#### Compilations particulières
- Endospore (2011) compilation non officielle de morceaux inédits en album de Carbon Based Lifeforms
- Isolatedmix 23 compilation de morceaux d'autres artistes (Brian Eno, Aphex Twin, Vangelis, etc.) mixée par Carbon Based Lifeforms

#### Morceaux inédits en album de CBL
- « Digital Child » inclus dans la compilation Albedo publiée en 2005 chez Ultimae Records[23]
- « Epicentre » inclus dans la compilation Enigmatic Dream publiée en 2011 chez RMG Records[24]
- « Decompression » inclus dans la compilation Fahrenheit Project partie 4 publiée en 2003 chez Ultimae Records[25]

D'autres morceaux inédits à l'origine ont été rassemblés sur les compilations Alt:01 et Alt:02.

#### Sync24
Sync24, le projet solo de Daniel Segerstad, a sorti quatre albums :
- Source (2005) chez Ultimae Records
- Comfortable Void (2012) chez Ultimae Records
- Omnious (2018) chez Leftfield Records
- Acidious (2020) chez Leftfield Records

#### T.S.R.
T.S.R., le projet de Carbon Based Lifeforms et Solar Fields, a sorti trois albums :
- GTCHI97 (1997)
- Fusion (1998)
- Ägget (2013)